# Pit Martin
Hubert Jacques "Pit" Martin, född 9 december 1943, död 30 november 2008, var en kanadensisk professionell ishockeyspelare som tillbringade 18 säsonger i den nordamerikanska ishockeyligan National Hockey League (NHL), där han spelade för ishockeyorganisationerna Detroit Red Wings, Boston Bruins, Chicago Black Hawks och Vancouver Canucks. Han producerade 809 poäng (324 mål och 485 assists) samt drog på sig 609 utvisningsminuter på 1 101 grundspelsmatcher. Martin spelade också på lägre nivåer för Pittsburgh Hornets i American Hockey League (AHL) och Hamilton Tiger Cubs och Hamilton Red Wings i OHA-Jr.
Han vann Bill Masterton Trophy för säsongen 1969–1970.
Den 30 november 2008 omkom Martin i en drunkningsolycka när han och hans snöskoter gick igenom isen på sjön Lac Kanasuta utanför sin hemstad Rouyn-Noranda i Québec. Han dödförklarades den 1 december och hans kropp bärgades dagen därpå av provinspolisen Sûreté du Québec.

## Statistik
| 1959–1960      | Hamilton Tiger Cubs | OHA-Jr.        | 29   | 13  | 12  | 25  | 14  | —   | —  | —  | —  | —  |
| 1960–1961      | Hamilton Red Wings  | OHA-Jr.        | 48   | 20  | 21  | 41  | 17  | 10  | 7  | 2  | 9  | 8  |
| 1961–1962      | Detroit Red Wings   | NHL            | 1    | 0   | 1   | 1   | 0   | —   | —  | —  | —  | —  |
|                | Hamilton Red Wings  | OHA-Jr.        | 48   | 42  | 46  | 88  | 46  | 10  | 3  | 9  | 12 | 0  |
| 1962–1963      | Hamilton Red Wings  | OHA-Jr.        | 49   | 36  | 49  | 85  | 67  | 5   | 1  | 1  | 2  | 10 |
|                | Pittsburgh Hornets  | AHL            | 5    | 1   | 2   | 3   | 0   | —   | —  | —  | —  | —  |
| 1963–1964      | Detroit Red Wings   | NHL            | 50   | 9   | 12  | 21  | 28  | 14  | 1  | 4  | 5  | 14 |
|                | Pittsburgh Hornets  | AHL            | 21   | 3   | 7   | 10  | 2   | —   | —  | —  | —  | —  |
| 1964–1965      | Detroit Red Wings   | NHL            | 58   | 8   | 9   | 17  | 32  | 3   | 0  | 1  | 1  | 2  |
| 1965–1966      | Detroit Red Wings   | NHL            | 10   | 1   | 1   | 2   | 0   | —   | —  | —  | —  | —  |
|                | Pittsburgh Hornets  | AHL            | 16   | 6   | 6   | 12  | 26  | —   | —  | —  | —  | —  |
|                | Boston Bruins       | NHL            | 41   | 16  | 11  | 27  | 10  | —   | —  | —  | —  | —  |
| 1966–1967      | Boston Bruins       | NHL            | 70   | 20  | 22  | 42  | 40  | —   | —  | —  | —  | —  |
| 1967–1968      | Chicago Black Hawks | NHL            | 63   | 16  | 19  | 35  | 36  | 11  | 3  | 6  | 9  | 2  |
| 1968–1969      | Chicago Black Hawks | NHL            | 76   | 23  | 38  | 61  | 73  | —   | —  | —  | —  | —  |
| 1969–1970      | Chicago Black Hawks | NHL            | 73   | 30  | 33  | 63  | 61  | 8   | 3  | 3  | 6  | 4  |
| 1970–1971      | Chicago Black Hawks | NHL            | 62   | 22  | 33  | 55  | 40  | 17  | 2  | 7  | 9  | 12 |
| 1971–1972      | Chicago Black Hawks | NHL            | 78   | 24  | 51  | 75  | 56  | 8   | 4  | 2  | 6  | 4  |
| 1972–1973      | Chicago Black Hawks | NHL            | 78   | 29  | 61  | 90  | 30  | 15  | 10 | 6  | 16 | 6  |
| 1973–1974      | Chicago Black Hawks | NHL            | 78   | 30  | 47  | 77  | 43  | 7   | 2  | 0  | 2  | 4  |
| 1974–1975      | Chicago Black Hawks | NHL            | 70   | 19  | 26  | 45  | 34  | 8   | 1  | 1  | 2  | 2  |
| 1975–1976      | Chicago Black Hawks | NHL            | 80   | 32  | 39  | 71  | 44  | 4   | 1  | 0  | 1  | 4  |
| 1976–1977      | Chicago Black Hawks | NHL            | 75   | 17  | 36  | 53  | 22  | 2   | 0  | 0  | 0  | 0  |
| 1977–1978      | Chicago Black Hawks | NHL            | 7    | 1   | 1   | 2   | 0   | —   | —  | —  | —  | —  |
|                | Vancouver Canucks   | NHL            | 67   | 15  | 31  | 46  | 36  | —   | —  | —  | —  | —  |
| 1978–1979      | Vancouver Canucks   | NHL            | 64   | 12  | 14  | 26  | 24  | 3   | 0  | 1  | 1  | 2  |
| NHL totalt     | NHL totalt          | NHL totalt     | 1101 | 324 | 485 | 809 | 609 | 100 | 27 | 31 | 58 | 56 |
| AHL totalt     | AHL totalt          | AHL totalt     | 42   | 10  | 15  | 25  | 28  | —   | —  | —  | —  | —  |
| OHA-Jr. totalt | OHA-Jr. totalt      | OHA-Jr. totalt | 174  | 111 | 128 | 239 | 144 | 25  | 11 | 12 | 23 | 18 |